# Cahita insignis
Cahita insignis är en kackerlacksart som först beskrevs av Morgan Hebard 1926.  Cahita insignis ingår i släktet Cahita och familjen småkackerlackor.
Artens utbredningsområde är Franska Guyana. Inga underarter finns listade.